# 西呉羽村
西呉羽村（にしくれはむら）は、かつて富山県婦負郡にあった村。
現在の富山市呉羽地域の中心部に相当する。

## 沿革
- 1889年（明治22年）
  - 4月1日 - 町村制の施行により、婦負郡小竹村、追分茶屋村、中茶屋村、峠茶屋村、吉作村、花木村、北三ツ屋村、高木村、住吉村、金屋村の区域の一部、本郷村の区域の一部、野口村の区域の一部及び古沢村の区域の一部の区域をもって、婦負郡西呉羽村が発足する。村役場は当初追分茶屋村に設置された[2]。
  - 5月24日 - 高木の田中佐衛門を初代村長として正式に発足。当時の人口は2,651人、戸数は510戸[3]。
- 1892年（明治25年）7月20日 - 村役場が小竹村字古鳥6171番地に新築された呉羽尋常小学校（現・富山市立呉羽小学校）の1階に移転（1940年（昭和15年）まで使用）[4]。
- 1940年（昭和15年）5月1日 - 婦負郡西呉羽村及び古沢村が合併して、婦負郡呉羽村が発足する。